# Sydneybecken

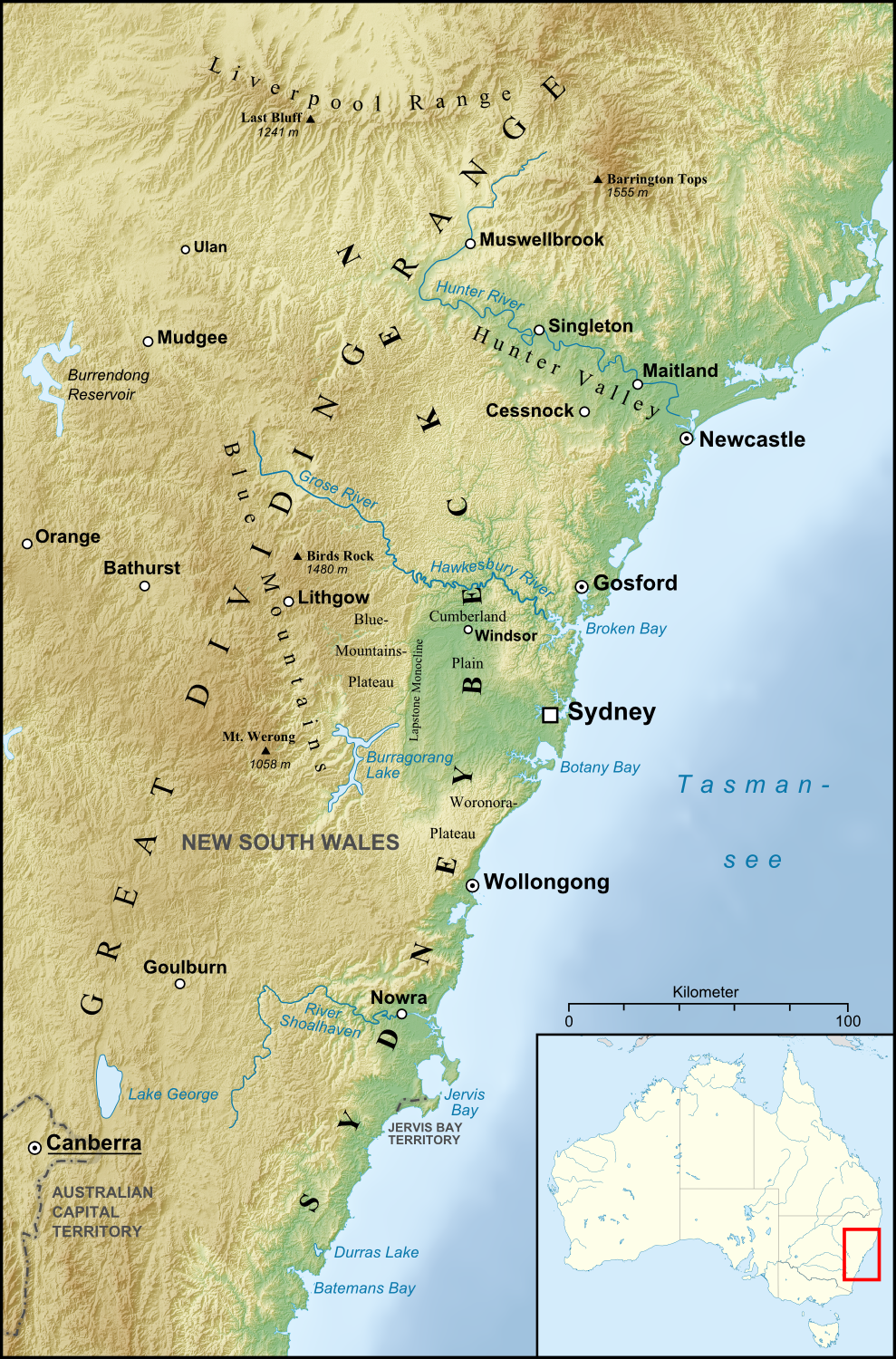
Karte des Sydneybeckens

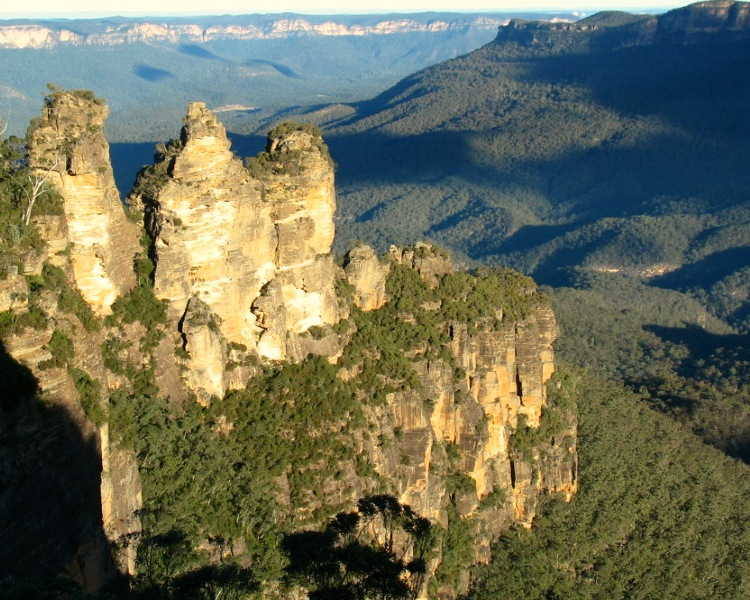
Die Three Sisters in den Blue Mountains

Das Sydneybecken (englisch: Sydney Basin) ist ein Sedimentbecken an der Ostküste von New South Wales in Australien, das aus Ablagerungen des Perms und der Trias besteht. In diesem Becken, das nach der Stadt Sydney benannt ist, leben etwa 4 Millionen Menschen, das ist die am dichtesten besiedelte Region Australiens. Im Sydneybecken lebten vor der europäischen Besiedlung Tausende von Aborigines und als im Jahre 1813 die Blue Mountains, die das Becken begrenzen, durch die Siedler überwunden wurden, konnte das Innere Australiens durch Europäer besiedelt werden.
Das Sydneybecken ist Teil eines größeren geologischen Sedimentbeckens, des Sydney-Gunnadeh-Bowen-Beckens. Im Sydneybecken befinden sich bedeutende Kohlebergwerke, das Bowenbecken umfasst das größte Kohlevorkommen Australiens, und im Gunnedahbecken wurden große Erdgasfelder entdeckt.

## Lage
Das Becken erstreckt sich von Newcastle im Norden bis zum Durras Lake an der Batemans Bay im Süden. Vom Durras Lake reicht es bis nach Ulan nahe Mudgee, und westlich bis zu den Blue Mountains. Die Nordgrenze führt entlang der Liverpool Range bis nach Muswellbrook.
Das Sydneybecken bedeckt an Land eine Fläche von 44.000 km², rund 5.000 km² liegen vor der Ostküste unter Wasser. Auf den 44.000 km² Landfläche des Sydneybeckens leben etwa 4 Millionen Menschen, also etwa ein Fünftel der 21,3 Millionen Einwohner Australiens. Der Rest der Gesamtfläche Australiens von 7.692.030 km² ist bis auf einige städtische Regionen im Vergleich nur sehr spärlich besiedelt.

## Frühe Besiedlung

### Aborigines
Aborigines lebten seit Tausenden von Jahren dort und hinterließen etwa 1.500 bekannte Felsritzungen im Norden des Sydneybeckens und weitere Spuren wie Muschelansammlungen, Werkzeugschleifspuren, Gräber, Baumritzungen, Steinbrüche, Fischfallen und Ockersammelstellen. Generell waren in Sedimentbecken die Lebensbedingungen für die frühen Menschen optimal, da es gute Voraussetzungen für das Sammeln von Nahrung, für Trinkwasser und für die erfolgreiche Jagd gab.
Als die Europäer 1788 begannen im Sydneybecken zu siedeln, lebten schätzungsweise 2.000 Aborigines im Inland, 1.000 zwischen Parramatta und den Blue Mountains und 1.000 zwischen dem heutigen Liverpool und Campbelltown. Es gibt auch Schätzungen, dass damals etwa 5.000 bis 8.000 Aborigines im Sydneybecken lebten.
Die im Sydneybecken lebenden Aborigines sprachen unterschiedliche Sprachen. Es gab zwei Darug-Sprachgruppen, eine davon wurde im Osten von Parramatta und zwischen Sydney Harbour und Botany Bay und die andere westlich zwischen Hawkesbury und den Blue Mountains gesprochen. Weitere Sprachgruppen waren die der Dharawal, die südlich von Botany Bay bis zur Jervis Bay gesprochen wurde und eine Gruppe nördlich von Sydney Harbour sprach Kuringai.
Die Aborigines waren Jäger und Sammler. Sie lebten in der Gegend von Sydney vom Fischfang und weiter im Landesinneren des Sydneybeckens von Possums, Kängurus, essbaren Wurzeln, Samen und Beeren. Essen wurde an offenen Feuern gekocht. Die Religion war mit der Traumzeit verbunden. Diese Vorstellung war mit spirituellen Bezügen zum Land durch Gesang, Tanz und Traumzeitgeschichten geprägt.
Mit der ersten Besiedelung durch die Europäer im Sydneybecken wurde die Population der Aborigines zurückgedrängt. Krankheiten, eingeschränkte Lebensräume und damit verbunden verschlechterte Jagd- und Sammelbedingungen zum Lebensunterhalt, gewaltsame Auseinandersetzungen mit den Europäern, die in einen offenen Krieg ausarteten, dezimierte die Zahl der Aborigines weiter. Die Darug, die größte Gruppe der Aborigines, die in Gruppen von 50 Mitgliedern lebten, waren zu einem semi-nomadischen Lebensstil gezwungen und wurden durch die expandierte europäische Besiedelung in das Innere und an den Rand des Sydneybeckens gedrängt, bis sie schließlich 1827 nur noch 156 Personen betrug.

### Erste europäische Besiedlung

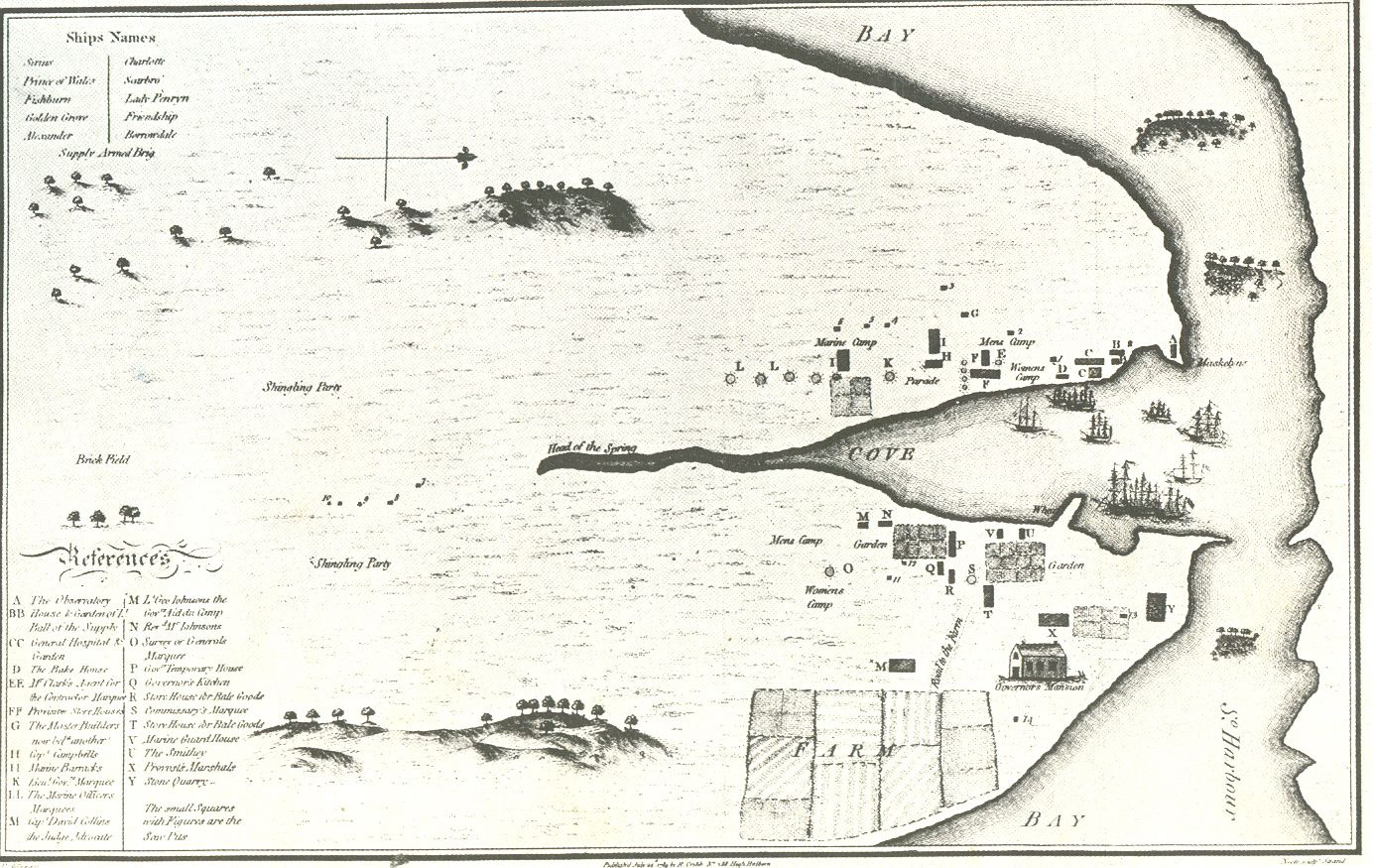
Frühe Karte von Sydney, von einem Sträfling gezeichnet

Am 18. Januar 1788 erreichte die britische Supply mit Sträflingen an Bord als erstes Schiff der First Fleet die Botany Bay. Da sich Botany Bay als ungeeignet zum Aufbau einer Siedlung erwies, wurde schließlich Port Jackson ausgewählt und erhielt den Namen Sydney. In der Folge fanden weitere Sträflingstransporte in die Sträflingskolonie Australiens statt. Fünf Jahre später, 1793 kamen dann die ersten freien Siedler in Sydney an. Als am 7. September 1795 John Hunter, der Nachfolger des ersten Gouverneurs Arthur Phillip ankam, war die Bevölkerungszahl im Sydneybecken auf etwa 4.000 Personen angestiegen. Lachlan Macquarie trat am 28. Dezember 1809 die Stelle des Gouverneurs an und nach zwölf Jahren seiner Regierungszeit war die europäische Bevölkerung im Sydneybecken auf 24.000 Personen angewachsen. Die Blue Mountains wirkten wie eine Sperre für den Zugang ins Innere Australiens und erst im Jahre 1813 überwanden die Europäer Blaxland, Wentworth und Lawson dieses Hindernis. Zwei Jahre später wurde die erste Straße hindurch gebaut und etwa 40 Jahre später eine Eisenbahnstrecke.
Sydney expandierte und in 1830er und 1840er Jahren entstanden erste Vororte, um die Einwanderer aufzunehmen.

## Wirtschaftsgeschichte
Die frühen Siedler um Sydney, die in der Sträflingskolonie Australien lebten, mussten in den ersten Jahren für den eigenen Lebensunterhalt sorgen und waren auf Lieferungen aus Großbritannien angewiesen. Zunächst siedelten sie Richtung Parramatta und frühere Sträflinge bei Hawkesbury weiter auf ertragreichen Böden in unmittelbarer Nachbarschaft der Aborigines. Über Port Jackson wurde Wolle, Holz, Wale und Robben exportiert. Wobei insbesondere der Export von Holz für den Schiffsbau und der Schiffsbau Bedeutung erlangten wie auch die Robbenjagd, als das Monopol der Ostindischen Kompanie gebrochen wurde. Entlang des Parramatta River und des Cook- und Georges River konnte die Besiedlung sowohl in Richtung Westen als auch Osten weiter vorangetrieben werden. Bereits 1820 waren diese Gebiete besiedelt und die Landnahme wurde Richtung Annandale, Petersham und Ultimo vorangetrieben. Wolle wurde zu einem wichtigen Exportgut. Erst Mitte der 1820er Jahre erfolgte die Produktion von Kerzen, Zucker, Bier, Töpferwaren und Ziegel- und Mauersteine für den inländischen Bedarf. 1850 wurden durch den Eisenbahnbau die Vororte von Sydney verkehrstechnisch erschlossen und 1880 wurde die Infrastruktur innerhalb Sydney mit Straßenbahnen verbessert. Die Industrie konnte sich nun außerhalb Sydneys entwickeln und ließ sich im Süden und Osten nieder und es wurden Häuser der Industriellen im Westen entlang der Eisenbahnverbindung gebaut und neue Orte wie Strathfield und Summer Hill erschlossen. Weitere Gebiete auf dem Cumberland Plain wurden erschlossen und Orte gegründet.
Neben Sydney entwickelten sich Wollongong und Newcastle zu wirtschaftlich bedeutenden Orten im Sydneybecken, die an der Küstenlinie liegen und einen Hafen besitzen.
Mitte der 1920er Jahre stieg die Zahl der Bewohner Sydney auf mehr als eine Million Einwohner an. 1931 wurden in der Weltwirtschaftskrise etwa ein Drittel der Erwerbstätigen Sydneys arbeitslos. Ein Jahr später stiegen die Preise für landwirtschaftliche Produkte wie Wolle an und die Wirtschaft, vor allem die Bauindustrie, entwickelte sich weiter. Nach dem Zweiten Weltkrieg kamen viele Migranten aus Europa nach Sydney und die Stadt wuchs an. Sydney und das Umland sind heute zur bedeutendsten Wirtschaftsmetropole Australiens mit zahlreichen Banken, Firmensitzen und Produktionsstätten geworden.
In Newcastle wurde 1801 ein Sträflingslager aufgebaut, um die dortigen Kohlevorkommen auszubeuten und Holz zu gewinnen. Newcastle ist heute bedeutend durch Kohle, Kupfer und Stahl. Es besitzt einen großen Hafen, in dem die Produkte der Metallindustrie aus der Region verschifft werden.
Die ersten Siedler kamen 1812 nach Wollongong, um die Kohlevorkommen der Region auszubeuten. Dort entwickelte sich die Schwerindustrie und Kohleminen prägen die Umgebung. Aufgrund der nahen Kohlevorkommen, die zur Metallverarbeitung benötigt werden, wurde eine Stahlindustrie angesiedelt. In Wollongong befindet sich das größte Stahlwerk Australiens, das der Firma BlueScope Steel.
Des Weiteren sind landwirtschaftliche Produkte und die Touristikindustrie im Sydneybecken von großer wirtschaftlicher Bedeutung Australiens.
Die Rohstoffe des Sydneybeckens werden zum größten Teil exportiert, vor allem nach China, daher entwickeln sich bei rückgehender Weltkonjunktur in dieser Region wirtschaftliche Schwierigkeiten.

## Landschaften

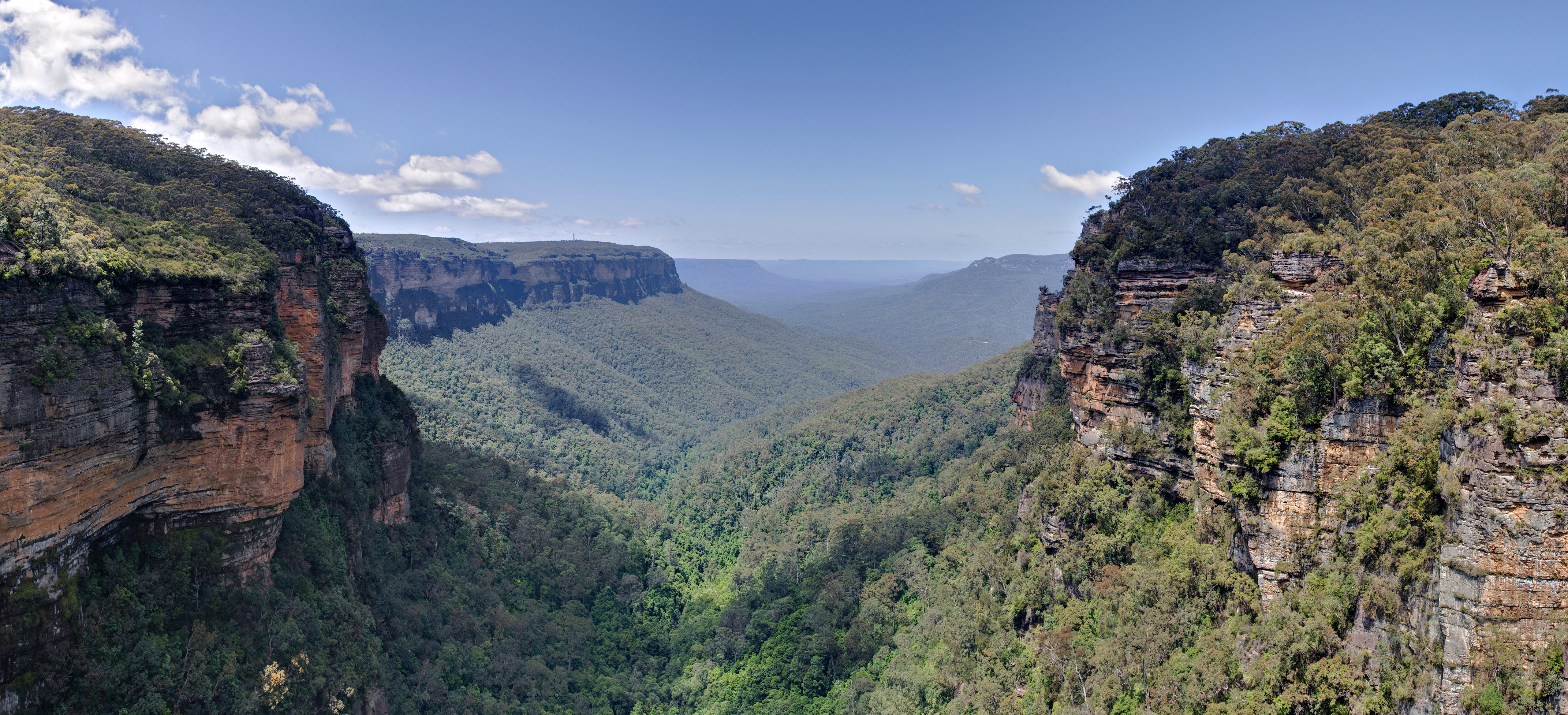
Das Jamison Valley in den Blue Mountains zeigt die Wirkung von Erosion

Das Sydneybecken ist durch unterschiedliche Landschaften geprägt. Die größten Landschaften sind die Cumberland Plain, das Blue-Mountain-Plateau, Hornsby-Plateau und Woronora-Plateau.

### Cumberland Plain
Die Cumberland Plain ist Teil des Greater Western Sydney und reicht 10 km nördlich von Windsor bis nach Picton im Süden und entlang des Parramatta River bis ins innere westliche Sydney.
Das Plateau wurde durch Verwerfungen gebildet und durch Flüsse geformt. Die Ebene wird durch die mäandernden Flüsse des Hawkesbury Rivers und des Parramatta River entwässert. Der Cooks River fließt teilweise durch dieses Gebiet hindurch. Im Durchschnitt liegt die hügelige Ebene auf einer Höhe von 30 Metern; die höchsten Erhebungen erreichen 60 Meter und die niedrigsten kaum 10 Meter über der Meereshöhe.
Als die europäischen Siedler ankamen, war etwa 30 Prozent der Cumberland Plain bewaldet, heute ist es nur noch zu einem geringen Anteil bewaldet und stark durch landwirtschaftliche Nutzung geprägt.

### Blue-Mountain-Plateau

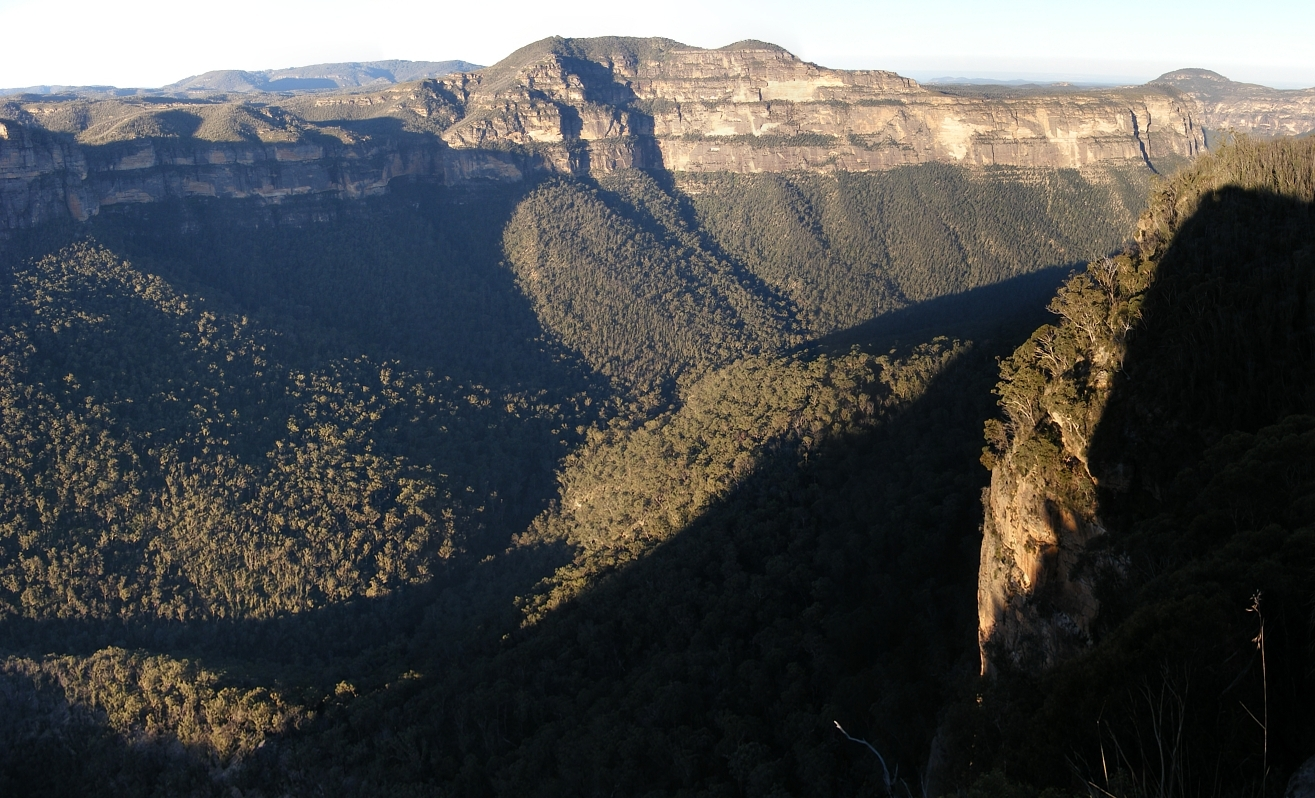
Blick von Perrys Lookdown über Grose Valley. Blue-Mountain-Plateau

Das Blue-Mountains-Plateau steigt abrupt von der Cumberland-Ebene an der von Nord nach Süd verlaufenden Lapstone Monocline von einer Höhe von 150 Meter nahe Glenbrook zu den Kurrajong-Höhen auf 570 Meter über Meereshöhe an. Die tiefen Schluchten des Plateaus bieten weite Ausblicke auf die fast waagerecht liegenden Schichten des Hawkesbury Sandstone, das von Resten der Wianamatta Group der Trias überlagert wird.

### Hornsby-Plateau
Entlang der nordwestlichen Grenze befindet sich das Hornsby-Plateau, das durchschnittlich etwas weniger als 300 Meter hoch ist. Es wird durch die Schlucht des Colo Rivers etwas unscharf vom Blue-Mountains-Plateau abgetrennt. Im Südosten löst sich das Plateau entlang der Tonablagerungen von der Cumberland-Ebene ab und erstreckt sich von der Nähe Cattais bis zur Botany Bay. Das Plateau hat eine Durchschnittshöhe von 200 bis 220 Metern; die Flusstäler bilden 80 bis 100 Meter tiefe Schluchten. Tiefere Schluchten mit mehr als 100 Metern kommen nicht vor. Der höchste Punkt des Hornsby Plateau liegt bei Cowan. Dominiert wird die Landschaft durch den Hawkesbury-Sandstein und die Anhöhen werden häufig vom Schiefergestein der Wianamatta Group bedeckt. Ungefähr 10 % der Landschaft sind besiedelt, 14,6 % werden landwirtschaftlich genutzt, 4,8 % sind offene Landschaft und der Rest wird von den Parks wie Ku-ring-gai-Chase-Nationalpark, Murramurra National Park, Muogamarra Nature Reserve und Berowra Valley Regional Park belegt. In den Parks befinden sich große Buschlandschaften und geschützte Pflanzen und Tiere.

### Woronora-Plateau
Das etwa 1.000 km² große Woronora Plateau liegt im Südwesten von Sydney und ist Teil des Sydneybeckens. Es ist ein Sandsteinplateau aus Hawkesbury-Sandstein. Der Woronora River fließt durch dieses Plateau und mündet in den Georges River. Auf diesem Plateau wurden etwa 1.000 Felsritzungen der Aborigines gefunden.
Aus diesem Gebiet wird 91 Prozent des Trinkwassers für Sydney gewonnen.

## Klima
Das Klima im Sydneybecken wird als warm bezeichnet. In den Blue Mountains herrschen lange und milde Winter und an der Küste liegen die durchschnittlichen Tagestemperaturen im Sommer bei etwas weniger als 26 °C und auf den Cumberland Plain etwas mehr als 29 °C. Der durchschnittliche Regenfall variiert um 1.210 mm und der heftigste Regenfall findet im Herbst statt. Im Hinterland fällt weniger als 670 mm jährlich. Auf dem Woronora-Plateau sind die Sommer wärmer und die Winter etwas kälter als in den anderen Landschaften.
In der Eiszeit vor etwa 120.000 bis 130.000 Jahren lag das Meer etwa 5 Meter höher. Vor 31.000 bis 34.000 Jahren war die Temperatur mit etwa 3 °C geringer als heute und vor 15.000 Jahren stiegen die Temperaturen an; die Gletscher schmolzen und mit dem Beginn des Holozäns vor 10.000 Jahren waren die Temperaturen wie heute.

## Geologie

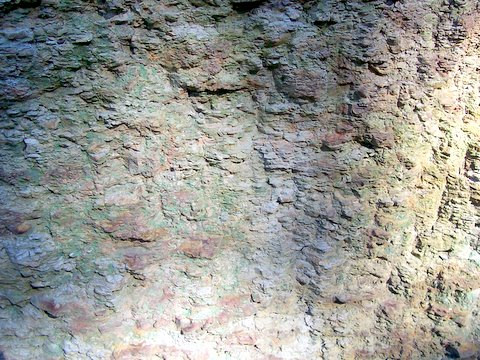
Verwitterter Ashfield-Schiefer der Wianamatta Group am Pacific Highway bei Chatswood in Australien

Die Geologie des Sydneybeckens ist das Resultat von Sedimentation, Vulkanen und Erdbewegungen.
Das Sydneybecken grenzt an das Bowenbecken an; im Süden und Westen wird es von den Bergen aus metamorphen und granitischen Gesteinen der Lachlan Fold Belt begrenzt. Im Norden befindet sich das Hunter Valley und das New England Fold Belt, während sich nordwestlich das Gunnedahbecken und im Osten der Kontinentalschelf befindet.

### Jura, Mesozoikum, Cenozoic
Im Jura, Mesozoikum und Cenozoic gab es im Sydneybecken vulkanische Aktivitäten.
Geringe magmatische Aktivitäten erfolgten im frühen Jura vor 210 Millionen Jahren, im späten Mesozoikum vor 100 bis 90 Millionen Jahren und im Cenozoic vor 65 Millionen Jahren.
Im Jura entstanden vulkanische Diatreme (vulkanische Schlote, die mit Gestein gefüllt sind), die vulkanische und sedimentäre Brekzien und Basalt auswarfen. Später füllten sie sich teilweise mit Wasser, die Maare. Über 30 gibt es in der Region von Sydney, die aber wenig bekannt sind. Der Schlot bei Hornsby im Nordwesten zeigt in einem Steinbruch vulkanische Brekzien, in der zahlreichen Xenolithen eingelagert sind. Im frühen Jura entstand auch das Doleritvorkommen bei Parramatta.
Im Bondi-Schlot, der entlang der Küstenlinie am Bondi Beach liegt, sind Brekzien aus Sedimenten mit eingelagerten Basalt zu sehen. Ferner gibt es zahlreiche Gänge aus Basalt in der Region von Sydney entlang der Klippen an der Küste und an Plattformen der Felsen, die in Beziehung zu den Diatremen stehen. Sie streichen in Richtung Ost-Süd-Ost. Weitere Gesteingänge aus Basalt und Dolerit liegen entlang Long Reef, La Perouse, Hunters Hill und Port Kembla.
Weitere vulkanische Aktivitäten entstanden im späten Mesozoikum als Basaltgänge entlang der zentralen Küste von New South Wales und Newcastle.
Aktivitäten im Cenozoic waren der Austritt isolierter Basaltfüsse, die die Abdeckungen des Mount Banks und Mount Wilson in den Blue Mountains und Peats Ridge an der zentralen Küsten von New South Wales bilden.

### Perm
Im Perm entstanden die stratigrafischen Formationen wie die Dalwood Group und Lower Shoalhaven Group, in denen durch Ablagerungen kalkgebundene Sandsteine, Schiefer- und konglomeratische Gesteine, Lava und vulkanische Tuffe entstanden.
In der Formation der Greta Coal Measures wurden Sand- und Schiefergesteine, Konglomerate und Kohle gebildet; in der Maitland und Shoalhaven Group entstanden Ton- und Sandsteine wie auch Schiefergesteine. Die Sedimente an der Südküste entstanden aus den Gerringong Vulkanen und aus Gletscherablagerungen des Hunter Valley.
Die größten Kohlevorkommen im Sydneybecken entstanden in der Formation der Illawarra-, Tomago- und Newcastle-Coal Measures wie auch Sandsteine und Tongesteine. In den damals entstanden Konglomeraten wurden Pflanzen eingelagert und versteinert.
Das Sydneybecken wurde im frühen Perm durch ein Riff aus Kalk und eingelagerter Kohle gebildet. Am Ende des Perms entstanden durch in Flüssen transportierte Sedimente Ablagerungen und es bildeten sich Schwemmböden mit entsprechender Umwelt. Die maximale Höhe der Ablagerung erreichte 5.000 Metern. Etwa in der Mitte des Trias hob sich das Land an und fiel trocken. Die anschließend stattfindende Erosion bildete die heutige Umwelt.

### Trias

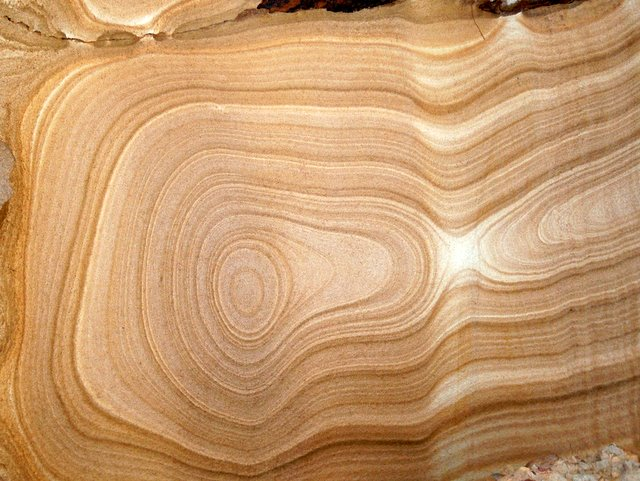
Sandstein der Narrabeen Group mit Liesegangschen Ringen

Im Trias entstanden in der Narrabeen Group quarzgebundene Sandsteine, ferner Schiefer- und Tongesteine und in den Konglomeraten wurden Pflanzen, Fische und Amphibien versteinert. Die Gesteine der Narrabeen Group können an den Three Sisters betrachtet werden.
In der Formation der Hawkesbury Sandstone lagerten sich hochquarzitische Sandsteine ab, die teilweise durch Toneinlagen getrennt sind. Hawkesbury-Sandstein befindet sich im Osten und im nördlichen sowie westlichen Teil des Sydneybeckens. Der Hawkesbury-Sandstein, der als Naturstein sowie als stratigrafische Formation bezeichnet wird, tritt vor allem in der Umgebung von Sydney an der Oberfläche heraus. Dieser Sandstein wurde in der Viktorianischen Zeit abgebaut und häufig zum Häuserbau in der Stadt Sydney verwendet.
In der Mittagong Formation bilden sich dünne Sandsteinschichten.
Die Wianamatta Group bildete sich aus einem großen Ablagerungsdelta, das sich vom Westen bis in den Osten erstreckte. In dieser stratigrafischen Formation wird in die Ashfield Group mit ihren Tonablagerungen und Ton sowie Schiefergesteinen unterschieden, die in einer marinen Umwelt entstanden. Eine weitere Unterscheidung der Wianamatta Group bildet die Formation der Minchinbury Sandstone, in der aus Sandhügelinseln in dem Binnensee Sandsteine entstanden und die Formation der Bringelly Shale, in der aus den Ablagerungen von mäandernden westlich fließenden Flüssen Schieferton und Sandsteine gebildet wurden.